# Georges Richard (homme politique, 1846-1914)
Pour les articles homonymes, voir Georges Richard et Richard.
Georges Louis Richard est un homme politique français né le 22 février 1846 à La Mothe-Saint-Héray (Deux-Sèvres) et mort le 20 juillet 1914 à Sainte-Eanne (Deux-Sèvres).
Avocat, il est adjoint au maire de Saint-Maixent, révoqué après le 16 mai 1877. Il est ensuite conseiller de préfecture à Niort, secrétaire général de la préfecture des Deux-Sèvres, puis de la Dordogne et sous-préfet à Saint-Nazaire en 1885. Il est député des Deux-Sèvres de 1886 à 1889, siégeant avec les radicaux.